# 36. Division (Deutsches Kaiserreich)
Die 36. Division, für die Dauer des mobilen Verhältnisses auch als 36. Infanterie-Division bezeichnet, war ein Großverband der Preußischen Armee.

## Gliederung
Die Division war Teil des XVII. Armee-Korps.

### Friedensgliederung 1914
- 69. Infanterie-Brigade in Graudenz
  - 3. Westpreußisches Infanterie-Regiment Nr. 129 in Graudenz
  - 8. Westpreußisches Infanterie-Regiment Nr. 175 in Graudenz und Schwetz (III. Bataillon)
- 71. Infanterie-Brigade in Danzig
  - Grenadier-Regiment „König Friedrich I.“ (4. Ostpreußisches) Nr. 5 in Danzig
  - Danziger Infanterie-Regiment Nr. 128 in Danzig und Neufahrwasser (III. Bataillon)
- Leib-Husaren-Brigade in Danzig
  - 1. Leib-Husaren-Regiment Nr. 1 in Danzig-Langfuhr
  - 2. Leib-Husaren-Regiment „Königin Viktoria von Preußen“ Nr. 2 in Danzig-Langfuhr
- 36. Feldartillerie-Brigade in Danzig
  - 2. Westpreußisches Feldartillerie-Regiment Nr. 36 in Danzig
  - Feldartillerie-Regiment „Hochmeister“ Nr. 72 in Marienwerder und Preußisch Stargard (I. Abteilung)

### Kriegsgliederung bei Mobilmachung 1914
- 69. Infanterie-Brigade
  - 3. Westpreußisches Infanterie-Regiment Nr. 129
  - 8. Westpreußisches Infanterie-Regiment Nr. 175
- 71. Infanterie-Brigade
  - Grenadier-Regiment „König Friedrich I.“ (4. Ostpreußisches) Nr. 5
  - Danziger Infanterie-Regiment Nr. 128
- Husaren-Regiment „Fürst Blücher von Wahlstatt“ (Pommersches) Nr. 5
- 36. Feldartillerie-Brigade
  - 2. Westpreußisches Feldartillerie-Regiment Nr. 36
  - Feldartillerie-Regiment „Hochmeister“ Nr. 72
- 2. und 3. Kompanie/1. Westpreußisches Pionier-Bataillon Nr. 17

### Kriegsgliederung vom 25. März 1918
- 71. Infanterie-Brigade
  - Grenadier-Regiment „König Friedrich I.“ (4. Ostpreußisches) Nr. 5
  - Danziger Infanterie-Regiment Nr. 128
  - 8. Westpreußisches Infanterie-Regiment Nr. 175
  - MG-Scharfschützenabteilung Nr. 64
  - 4. Eskadron/Husaren-Regiment „Fürst Blücher von Wahlstatt“ (Pommersches) Nr. 5
- Artillerie-Kommandeur Nr. 36
  - 2. Westpreußisches Feldartillerie-Regiment Nr. 36
  - 1. Bataillon/Reserve-Fußartillerie-Regiment Nr. 4
- 1. Westpreußisches Pionier-Bataillon Nr. 17
- Divisions-Nachrichten-Kommandeur Nr. 36

## Geschichte
Die Division wurde am 1. April 1890 errichtet und hatte ihr Kommando bis zur Demobilisierung und Auflösung im Mai 1919 in Danzig.

### Erster Weltkrieg
Während des Ersten Weltkriegs wurde die Division an der Ostfront eingesetzt und im Oktober 1915 in den Westen verlegt, wo sie bis Kriegsende kämpfte.

### Gefechtskalender

#### 1914
- 31. Juli bis 7. August – Grenzschutz gegen Russland (Teile der Division)
- 12. August – Gefecht bei Soldau
- 19. bis 20. August – Schlacht bei Gumbinnen
- 23. bis 31. August – Schlacht bei Tannenberg
- 05. bis 15. September – Schlacht an den Masurischen Seen
- 04. bis 5. Oktober – Gefechte bei Opatów und Radom
- 09. bis 19. Oktober – Schlacht bei Warschau
- 22. bis 28. Oktober – Kämpfe an der Rawka
- 14. bis 15. November – Schlacht bei Kutno
- 16. November bis 15. Dezember – Schlacht bei Lodz
- ab 18. Dezember – Schlacht an der Rawka-Bzura

#### 1915
- bis 6. Juli – Schlacht an der Rawka-Bzura
- 13. bis 17. Juli – Durchbruchsschlacht bei Przasnysz
- 18. bis 22. Juli – Verfolgungskämpfe zum unteren Narew
- 23. Juli bis 3. August – Schlacht am Narew
- 04. bis 7. August – Schlacht am Orz
- 08. bis 10. August – Schlacht bei Ostrow
- 11. bis 12. August – Schlacht bei Tschishew-Sambrow
- 13. bis 18. August – Verfolgungskämpfe am oberen Narew und Nurzec
- 19. bis 25. August – Schlacht bei Bielsk
- 26. August bis 5. September – Verfolgungskämpfe am Swislocz und an der Naumka-Werecia
- 06. bis 7. September – Schlacht bei Wolkowyszk
- 08. bis 12. September – Schlacht an der Zelwianka und am Njemen
- 12. bis 17. September – Schlacht an der Szczara und Jelnia
- 17. bis 27. September – Verfolgungskämpfe in den litauischen Sümpfen
- 27. September bis 17. Oktober – Abmarsch und Transport nach Westen
- ab 19. Oktober – Stellungskämpfe zwischen Somme und Oise

#### 1916
- bis 23. Juni – Stellungskämpfe zwischen Somme und Oise
- 24. Juni bis 26. November – Schlacht an der Somme
- ab 27. November – Stellungskämpfe an der Somme

#### 1917
- bis 15. März – Stellungskämpfe an der Somme
- 16. März bis 3. Mai – Kämpfe vor der Siegfriedfront
- 04. bis 20. Mai – Frühjahrsschlacht bei Arras
- 21. Mai bis 27. August – Stellungskämpfe in Flandern und Artois
- 28. August bis 25. September – Dritte Flandernschlacht
- 26. September bis 27. Dezember – Kämpfe vor der Siegfriedstellung
- ab 27. Dezember – Stellungskämpfe bei St. Quentin und an der Oise

#### 1918
- bis 20. März – Stellungskämpfe bei St. Quentin und an der Oise
- 21. März bis 6. April – Große Schlacht in Frankreich
- 21. bis 22. März – Durchbruchsschlacht bei St. Quentin-La Fère
- 07. bis 29. April – Kämpfe an der Avre und bei Montdidier und Noyon
- 30. April bis 26. Mai – Reserve der OHL bei der 18. und 1. Armee
- 27. Mai bis 13. Juni – Schlacht bei Soissons und Reims
- 14. Juni bis 4. Juli – Stellungskämpfe zwischen Oise, Aisne und Marne
- 05. bis 14. Juli – Stellungskämpfe zwischen Aisne und Marne
- 15. bis 17. Juli – Angriffsschlacht an der Marne und in der Champagne
- 18. bis 25. Juli – Abwehrschlacht zwischen Soissons und Reims
- 26. Juli bis 3. August – Bewegliche Abwehrschlacht zwischen Marne und Vesle
- 05. bis 15. August – Stellungskämpfe in der Champagne
- 21. August bis 2. September – Schlacht bei Monchy-Bapaume
- 03. bis 5. September – Kämpfe vor der Siegfriedfront
- 07. September bis 14. Oktober – Kämpfe vor der Front Armentières-Lens
- 15. bis 19. Oktober – Kämpfe zwischen Deûle-Kanal und Schelde
- 20. Oktober bis 4. November – Kämpfe in der Hermannstellung an der Schelde
- 05. bis 11. November – Rückzugskämpfe vor der Antwerpen-Maas-Stellung
- 12. November bis 19. Dezember – Räumung des besetzten Gebietes und Marsch in die Heimat

## Kommandeure
| Dienstgrad      | Name                           | Datum                                                        |
| --------------- | ------------------------------ | ------------------------------------------------------------ |
| Generalleutnant | Wilhelm von Dresow             | 01. April bis 11. Juli 1890                                  |
| Generalmajor    | Karl von Heister               | 12. Juli 1890 bis 11. Juli 1894                              |
| Generalleutnant | Emil von Hänisch               | 12. Juli 1894 bis 19. Juli 1897                              |
| Generalleutnant | Franz von Pfuhlstein           | 20. Juli 1897 bis 17. April 1900                             |
| Generalleutnant | Oskar von Lübbers              | 18. April 1900 bis 15. Juni 1901                             |
| Generalleutnant | Arthur Brunsich von Brun       | 16. Juni 1901 bis 10. September 1903                         |
| Generalleutnant | August von Mackensen           | 11. September 1903 bis 26. Januar 1908                       |
| Generalleutnant | Walter Wasmannsdorff           | 27. Januar 1908 bis 18. Juni 1909                            |
| Generalleutnant | Vincentius de Paula von Brixen | 19. Juni 1909 bis 24. Juli 1910                              |
| Generalmajor    | Ferdinand von Quast            | 25. Juli bis 22. September 1910 (mit der Führung beauftragt) |
| Generalleutnant | Vincentius de Paula von Brixen | 23. September 1910 bis 2. Februar 1911                       |
| Generalleutnant | Kuno von Steuben               | 03. Februar 1911 bis 3. September 1913                       |
| Generalleutnant | Konstanz von Heineccius        | 04. September 1913 bis 30. August 1916                       |
| Generalleutnant | Karl von Kehler                | 01. September 1916 bis 12. Januar 1918                       |
| Generalleutnant | Arndt von Leipzig              | 13. Januar 1918 bis 8. Februar 1919                          |
| Generalmajor    | Konrad von Hippel              | 09. Februar bis Mai 1919                                     |